# Sulyok Imre (zeneszerző)
| Sulyok Imre                               | Sulyok Imre                               |
| Kattints az alábbi külső linkek egyikére! | Kattints az alábbi külső linkek egyikére! |
| ----------------------------------------- | ----------------------------------------- |
| Nem található szabad kép.(?)              |                                           |
| külső link · jogvédett                    | Sulyok Imre fényképe.                     |

Sulyok Imre (Budapest, 1912. március 30. – Budapest, 2008. november 24.) magyar orgonaművész, zeneszerző, zenetörténész, egyházzenész. Fényképe és életrajza a Kultúra magazin cikkében.

## Élete
1931-1941 között a  budapesti Zeneművészeti Főiskolán folytatott zeneszerzői tanulmányokat Kodály Zoltánnál; orgonát valamint (evangélikus) egyházzenét Zalánfy Aladártól tanult. Azon kevesek közé tartozott, akik a Zeneakadémián négy diplomát szereztek.
1936–1951 között az óbudai evangélikus gyülekezet kántora volt, közben megjárta a frontot, majd két évre szovjet hadifogságba került. 1951–2004 között a kelenföldi evangélikus templom orgonistája, 1982-ig karnagya is volt. 1956-tól 1967-ig az Evangélikus Teológiai Akadémián tanított egyházi zenét.
Szerkesztőként és műsorfelügyelőként a Magyar Rádióban dolgozott, majd 1950-től nyugdíjba vonulásáig a Zeneműkiadónál mint szerkesztő, majd főszerkesztő volt. Ő gondozta a Liszt-életmű új kiadását. Orgonistaként, karnagyként az evangélikus egyház zenei életének kimagasló jelentőségű szereplője volt.
1996-ban a Magyar Művészeti Akadémia egyesület tagja lett. 2011-től a Magyar Művészeti Akadémia köztestület posztumusz tiszteletbeli tagja.

## Díjai
- Liszt Ferenc-díj (1994)
- Szabolcsi Bence-díj (2004)